# Endless Love
Endless Love és una pel·lícula de drama romàntic estatunidenca del 1981 dirigida per Franco Zeffirelli, protagonitzada per Brooke Shields i Martin Hewitt. Tom Cruise hi va debutar al cinema, en un paper menor.
Basat en la novel·la del mateix nom de Scott Spencer de 1979, el guió va ser escrit per Judith Rascoe. La partitura original la va compondre Jonathan Tunick.
Els crítics van comparar la pel·lícula de manera desfavorable amb la novel·la, que mostrava els perills de l'amor obsessiu. Tot i les males crítiques, la seva cançó homònima, interpretada per Diana Ross i Lionel Richie, es va convertir en un èxit número 1 al Billboard Hot 100. La cançó va estar nou setmanes al número 1 i va rebre nominacions als premis Oscar i Globus d'Or a la "Millor cançó original", juntament amb cinc nominacions als premis Grammy.

## Sinopsi
A Chicago, els adolescents Jade Butterfield i David Axelrod s'enamoren després que són presentats pel germà de Jade, Keith.
L'estil de vida bohemi dels Butterfield, pel qual són molt coneguts a la seva comunitat, permet a Jade i David desenvolupar una relació apassionant i consumidora, inclosa la possibilitat que els dos tinguin relacions sexuals a l'habitació de Jade. En contrast amb l'obertura de la seva família, la vida familiar de David és avorrida; els seus pares són activistes polítics liberals rics que tenen poc interès en la vida del seu fill.
Una nit, Ann, la mare de Jade, s'esmuny a baix i atrapa Jade i David fent l'amor al costat de la xemeneia. Ann comença a viure a través d'ells però el seu marit, Hugh, observa la parella amb un malestar creixent. Les sortides nocturnes de Jade comencen a afectar negativament les seves notes i la seva capacitat per dormir. Una nit, Jade intenta robar una de les pastilles per dormir amb recepta del seu pare, però l'enxampa al moment. Com a darrera recurs, Hugh exigeix que David deixi de veure Jade fins al final del trimestre escolar. Tot i que inicialment provoca una escena, Ann coacciona suaument David perquè estigui d'acord, dient-li que no deixi a Hugh "fer alguna cosa que lamentarà".
De tornada a l'escola, un dels amics de David, Billy, li explica que quan tenia 8 anys va intentar cremar un munt de diaris, es va espantar i va apagar el foc i els seus pares van pensar que era un heroi per salvar el casa de la crema. Inspirat per aquesta història, David encén un foc al porxo dels Butterfields i s'allunya. Però quan torna, la flama s'ha estès massa. David es precipita a avisar la família, però arriba massa tard i es perd tota la casa.
Després d'un judici, David és condemnat per incendi en segon grau, condemnat a cinc anys de llibertat condicional, enviat a un hospital mental per avaluació i prohibit tornar a anar a qualsevol lloc prop de Jade o la seva família. David continua escrivint-li diàriament, però les cartes no s'envien a causa de l'ordre d'allunyament. Els seus pares tiren de corda per deixar-lo lliure aviat, per a disgust de Hugh. Mentrestant, David rep les seves moltes cartes en sortir; en adonar-se de per què Jade mai no va tornar a escriure, decideix perseguir-la tot i que sap que infringeix la seva llibertat condicional.
Després de la pèrdua de casa seva, els Butterfield s'han traslladat de Chicago a Manhattan, on Ann i Hugh sol·liciten el divorci. A Manhattan, Ann intenta seduir David però ell es nega, deixant-la confosa. Quan no mira, David passa la llibreta d'adreces per esbrinar on és Jade i descobreix que ara viu a Burlington i assisteix a la Universitat de Vermont. Amb la intenció d'agafar un autobús cap a Vermont, David veu a Hugh al carrer. Hugh comença a perseguir-lo però és atropellat per un cotxe i mor. Ingrid, la nova esposa de Hugh, arriba a l'escena just a temps per veure fugir David. David puja a l'autobús cap a Vermont, però el dolor el fa baixar i torna al seu apartament.
Més tard, Jade va a l'apartament de David per acomiadar-se, però ell agafa Jade mentre intenta marxar, llançant-la al llit i aguantant-la amb força fins que Jade admet que l'estima. Keith torna a casa i trobar la parella junta i informa falsament a Jade que David té la culpa de la mort del seu pare. Jade es nega a creure-ho al principi, però quan David confirma que realment era a l'escena, ella s'horroritza i s'amaga darrere de Keith. David intenta explicar que va ser un accident abans de fer fora Keith del camí en un intent desesperat per agafar-la. Keith lluita contra ell fins que la policia arriba i deté David per barallar-se i pertorbar la pau.
David és condemnat a presó i es desespera perquè no tornarà a veure a Jade. Al funeral de Hugh a la vora del llac, Jade li diu a Ann que mai ningú l'estimarà com ho fa David, tot i que Ann li parla per entendre-la i aprovar-la. Mentre està a la presó, David observa com Jade camina cap a ell a través de la finestra de la cel·la barrada.

## Repartiment
- Brooke Shields - Jade Butterfield
- Martin Hewitt - David Axelrod
- Shirley Knight - Ann Butterfield
- Don Murray - Hugh Butterfield
- Richard Kiley - Arthur Axelrod
- Beatrice Straight - Rose Axelrod
- James Spader - Keith Butterfield
- Ian Ziering - Sammy Butterfield
- Penelope Milford - Ingrid Orchester
- Tom Cruise - Billy
- Jami Gertz - Patty
- Jeff Marcus - Leonard
- Walt Gorney - Passerby

## Producció
Endless Love és basada en la novel·la homònima de Scott Spencer del 1979. Fou dirigida per Franco Zeffirelli i escita per Judith Rascoe. Els protagonistes foren Brooke Shields i Martin Hewitt en els papers principals. També fou la pel·lícula de debut de Hewitt, Tom Cruise, Jami Gertz, Jeff Marcus i Ian Ziering. La pel·lícula fou rodada el 1980 en localització a Chicago, Nova York i Long Island.
La MPAA va atorgar al tall inicial d' Endless Love una classificació X. Posteriorment, el director Franco Zeffirelli va fer diversos talls a les escenes d'amor entre Brooke Shields i Martin Hewitt per aconseguir una qualificació inferior. La pel·lícula es va tornar a enviar al MPAA cinc vegades abans que li atorguessin el grau R.

## Banda sonora
La cançó principal de la pel·lícula, escrita per Lionel Richie i interpretada per Richie i Diana Ross i també anomenada "Endless Love", es va convertir en l'èxit número 1 del Billboard Hot 100 i va ser el single més venut en la carrera de Ross. La revista Billboard el va triar com a "El millor duet de tots els temps" el 2011, 30 anys després del seu debut. Va passar nou setmanes al número 1 i va rebre nominacions als premis Oscar i Globus d'Or a la "Millor cançó original", juntament amb cinc nominacions als premis Grammy. La banda sonora va arribar al número 9 del Billboard Top 200 i va obtenir la certificació de platí. També va comptar amb un segon duet entre Ross i Richie, Dreaming of You, que fou emesa molt sovint a la ràdio, però mai va ser llançat com a senzill.

## Crítiques
La pel·lícula va rebre majoritàriament ressenyes mixtes. Roger Ebert va comparar la pel·lícula de manera desfavorable amb la novel·la, descrivint Martin Hewitt com un error i criticant la narrativa, tot i que va elogiar l'actuació de Brooke Shields:
| « | Hi ha alguna cosa bona a la pel·lícula? Sí. Brooke Shields és bona. És d'una gran bellesa natural i demostra, en una escena de tendresa i preocupació per Hewitt i en una escena de ràbia amb el seu pare, que té una actitud de pantalla forta i no afectada. Però la pel·lícula en general no entén els punts forts particulars de la novel·la que la va inspirar, no ens convenç que entén l'amor adolescent, no sembla conèixer molt bé els seus personatges i és un embolic narratiu i lògic. | » |

Janet Maslin a The New York Times va escriure:
| « | Hi ha dos tipus de persones que veuran Endless Love: aquelles que han llegit la ricament imaginativa novel·la en què es basa la pel·lícula i les que no. Hi haurà consternació al primer grup, però potser no hi haurà res més que el desconcert al segon." | » |

L'historiador del cinema Leonard Maltin semblava estar d'acord, i va qualificar la pel·lícula d'un "exemple de llibre de text de com fer-ho tot malament en una adaptació literària".
El 2014, Scott Spencer, l'autor de la novel·la en què es basava la pel·lícula, va escriure: "Em va sorprendre francament que es pogués haver format alguna cosa tan tèbia i convencional a partir de la meva novel·la una mica desconcertada sobre la gloriosa violència destructiva de l'obsessió eròtica". Spencer va descriure la pel·lícula com un treball "errat" i va escriure que Franco Zeffirelli "incomprenia incomprensiblement i ridículament" la novel·la.
L'agost de 2019, Endless Love tenia una puntuació del 28% a Rotten Tomatoes basat en 18 revisions.

## Llançament i taquilla
L'estrena de la pel·lícula Endless Love va tenir lloc el 16 de juliol de 1981 al Ziegfeld Theatre de Nova York. La pel·lícula es va estrenar l'endemà. Tot i la mala recepció de la crítica, la pel·lícula va ser un èxit de taquilla. Va guanyar 4.163.623 dòlars el primer cap de setmana i va arribar a 31.184.024 dòlars bruts en total, convertint-se en la vint-i-segona pel·lícula amb més guanys nacionals el 1981. A nivell internacional, la pel·lícula va obtenir 1.308.650 dòlars més, el que va suposar el seu total brut mundial a 32.492.674 dòlars.

## Premis i reconeixements
Honors clau
Guanyador: premi ASCAP de 1981, Lionel Richie, "Endless love"
Guanyador: American Movie Award del 1982, Premi Marquee, Lionel Richie, "Endless Love"
Nominat: Oscar de la millor cançó original de 1982, Lionel Richie, "Endless Love"
Nominat: Premi Globus d'Or de 1982, millor cançó original - Pel·lícula, "Amor sense fi"
Premis Young Artist
Nominat: Millor actor de pel·lícula jove - Martin Hewitt
Nominada: millor actriu jove de pel·lícula: Brooke Shields
Premis Golden Raspberry del 1981
Nominada: pitjor actriu - Brooke Shields
Nominat: pitjor director - Franco Zeffirelli
Nominat: pitjor estrella nova - Martin Hewitt
Nominat: pitjor imatge - Dyson Lovell
Nominada: pitjor guió - Judith Rascoe
Nominada: pitjor actriu secundària - Shirley Knight
Llistes de l'American Film Institute
100 Passions (2002) – Nominada
100 Songs (2004): "Endless Love" – Nominada